# Галан I
Галан або Галанан I Еріліх (*Galan Erilich, д/н — 518/526) — король піктів у 510/514—518/526 роках.

## Життєпис
Про походження Галана нічого невідомо. Переважно більшість відомостей про його панування міститься в «Піктській хроніці». Дата початку панування достеменно не відома: 510 або 514 роки (або навіть 508 року). За часів Галана I відбулося послаблення центральної влади. Так як король Галан I контролював лише західні області.
Тривалість і роки завершення володарювання різняться: 518, 522 або 526 року. Йому спадкували Друст III та Друст IV.